# Переведенская улица
Переведе́нская у́лица — улица в Пушкинском районе Санкт-Петербурга. Проходит от Сарицкой улицы до Кокколевской улицы параллельно Петербургскому шоссе.

## История
Название было присвоено 25 июля 2012 года. Оно связано с тем, что «основную часть населения Сарской мызы (будущего Царского Села) и окрестных деревень в начале XVIII века составили крестьяне-переведенцы».
Первый участок Переведенской улицы — от дома 6 до Кокколевской улицы — был открыт в 2016 году. В 2021 году открылась остальная часть. Застройщиком было ООО «Специализированный застройщик „Терминал-ресурс“».

## Застройка
- № 4, корпус 1, строение 1, — жилой дом (2019[4])
- № 4, корпус 1, строение 2, — паркинг (2019[4])
- № 4, корпус 1, строение 3, — котельная (2019[5])
- № 4, корпус 2, строение 1, — жилой дом (2018[6])
- № 4, корпус 2, строение 2, — жилой дом (2018[6])
- № 6, литера А, — жилой дом (2016[7])
- № 6, литера Б, — жилой дом (2016[7])
- № 8, строение 1, — жилой дом (2017[8])
- № 8, строение 2, — жилой дом (2017[8])
- № 8, корпус 2, — детский сад (2023[9])
- № 10 — жилой дом (2023[10])
- № 12, корпус 1, — жилой дом (2023[10])